# Геде (руины)
Ге́де (суахили Gedi) — средневековый город, руины которого являются историческим и археологическим памятником. Руины Геде находятся у побережья Кении в 16 км к югу от Малинди в лесном массиве Арабуко-Сококе. В 1927 году объявлены национальным памятником, состоят в ведении департамента музеев Кении. Доступ к руинам Геде открыт ежедневно. 
В 2024 году внесён в Список объектов всемирного наследия ЮНЕСКО.

## История
Самые старые сохранившиеся останки в Геде датируются концом XIII века. Расцвет этого поселения суахили пришёлся на XV—XVI века. Город имел площадь около 20 га, окружён стеной высотой 2,5 метра, в нём были мечети, дворец, несколько больших домов, построенных из известняка, а также колодцы и система канализации. В начале XVII века город оказался заброшен по неизвестным причинам.

## Управление памятником
Руины Гедe были объявлены историческим памятником в 1927 году, а охраняемым памятником в 1929 году после того, как мародеры начали снимать имеющиеся в руинах фрагменты из китайского фарфора. В 1939 году департамент общественных работ Кении начал восстанавливать постройки, которые подвергались наибольшему риску обрушения. В 1948 году лес в окрестностях Геде объявлен национальным парком.
В 2000 году завершилось строительство музея, финансируемого Европейским Союзом, в котором представлена постоянная экспозиция, посвящённая культуре суахили.

## Мечети Геде
Во время археологических раскопок были обнаружены две большие мечети. Вместе с другими раскопанными зданиями эти сооружения дают ценное представление о бывшем городском пейзаже и религиозной практике народа суахили.

### Более ранняя Большая мечеть (14 век)
Радиоуглеродное датирование подтверждает строительство этой квадратной мечети (26 метров с севера на юг, 25 метров с востока на запад) между 1300 и 1340 годами нашей эры. В XIV веке мечеть несколько раз ремонтировалась, деревянные колонны были заменены на квадратные колонны из кораллового известняка. Существуют свидетельства трех различных этапов строительства и перестройки, которые завершились окончательной перестройкой около 1380 г. н.э. Мечеть была окончательно заброшена в 1400 г. н.э.
Вход в мечеть был обращен на восток, как и у ее преемницы XV века. Особенно примечательно, что михраб (молитвенная ниша) не имел фиксированного минбара (кафедры), вероятно, из-за его легкой и подвижной деревянной конструкции. Во время раскопок были найдены декоративные элементы, свидетельствующие об украшении михраба, такие как фрагменты веревочной лепнины и трехзамковая колонна.
Две зоны для омовения, по одной с каждой стороны мечети, имели сложную систему управления водой. В восточной зоне находился круглый колодец с переливным каналом и прямоугольным резервуаром, а в западной зоне - аналогичный колодец с большим прямоугольным резервуаром.

### Поздняя Большая мечеть (15 век)
Поздняя Большая мечеть была построена в первой половине XV века и была меньше своей предшественницы. Такая разница в размерах может быть вызвана скорее изменениями в религиозной практике или демографическим развитием Геди, чем пространственными ограничениями. Мечеть служила пятничной мечетью и была отремонтирована между 1500 и 1550 гг. н.э., при этом молитвенный зал был ещё больше уменьшен в размерах примерно в 1550-1600 гг. н.э.
Центральный ряд колонн перед михрабом, который также встречается в других мечетях суахили, был характерен для мечети 15 века. Этот элемент дизайна мог служить практической цели, расширяя охват балок крыши, или же он мог иметь символическое значение в определенной мусульманской секте. В отличие от более ранней мечети, в этом сооружении был постоянный трехъярусный каменный минбар с правой стороны михраба.
Сам михраб был богато украшен синими и белыми инкрустациями из китайского фарфора. Его обрамление состояло из остроконечной арки, характерной для северного региона Суахили. Мечеть также имела тщательно вылепленный архитрав, украшенный мотивом "ёлочка".

#### Сравнительный анализ и хронологический контекст
Размеры ранней большой мечети в основном соответствуют размерам новой мечети, построенной в Килве в 14 веке, что говорит об определенном архитектурном обмене в регионе. Заброшенность мечети около 1400 г. н.э. совпадает с периодом возможных политических или экономических перемен в Геде.
Строительство более поздней Большой мечети в 15 веке ознаменовало изменение религиозного центра города. Наличие центральной колонны напротив михраба и постоянного минбара отличает это здание от своего предшественника. Это изменение архитектурных элементов может отражать прибытие нового населения или развитие религиозных практик в мусульманской общине Геди.

### Окрестные мечети Геде
Городской пейзаж Геде характеризовался не только большими мечетями. Шесть других небольших мечетей, называемых "районными мечетями", были разбросаны по всему городу. Каждая из них имела уникальное название, например, "Мечеть длинной линии" или "Мечеть трех заливов". Эти квартальные мечети отвечали потребностям конкретных кварталов и предоставляли ценную информацию о социальной организации города.
Архитектурный стиль квартальных мечетей тяготел к "стилю Могадишо" с простыми михрабами, обрамленными не украшенными столбами или колоннами. Этот стиль появился в XIII в. и сохранялся в северном регионе Суахили до конца XV в. Каждая районная мечеть включала в себя зону для омовения, обычно с бачком или резервуаром, питаемым от колодца или системы каналов. Планировка этих мест для омовения варьировалась в зависимости от расположения колодца и доступного пространства.
Соседние мечети, которые часто были окружены улицами и площадями, передавали чувство общности и служили заметными визуальными ориентирами в своих кварталах. Иногда к этим мечетям примыкали гробницы, что усиливало их роль как религиозных и социальных центров.

## Галерея

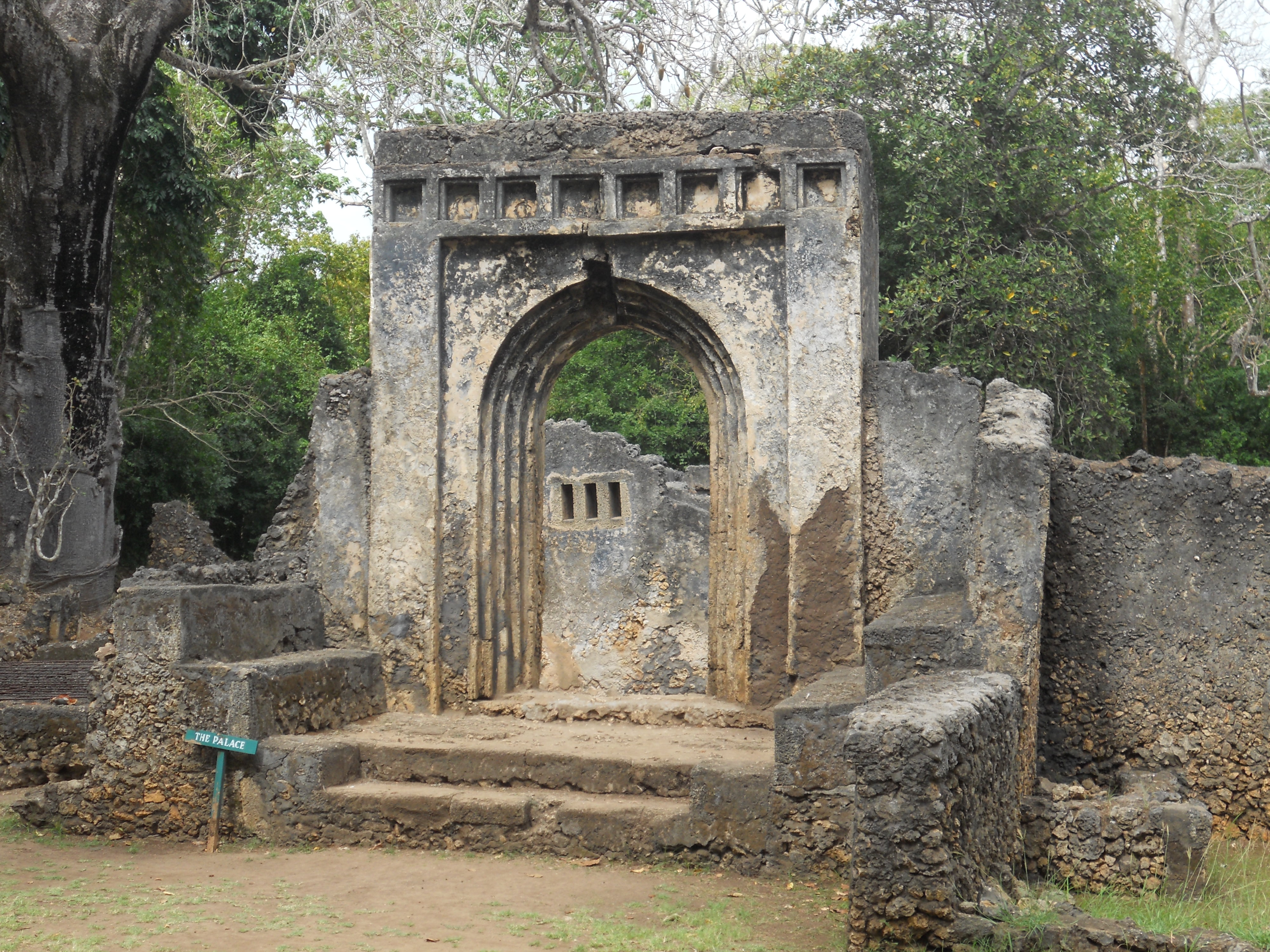
Руины Геде, фрагмент дворца
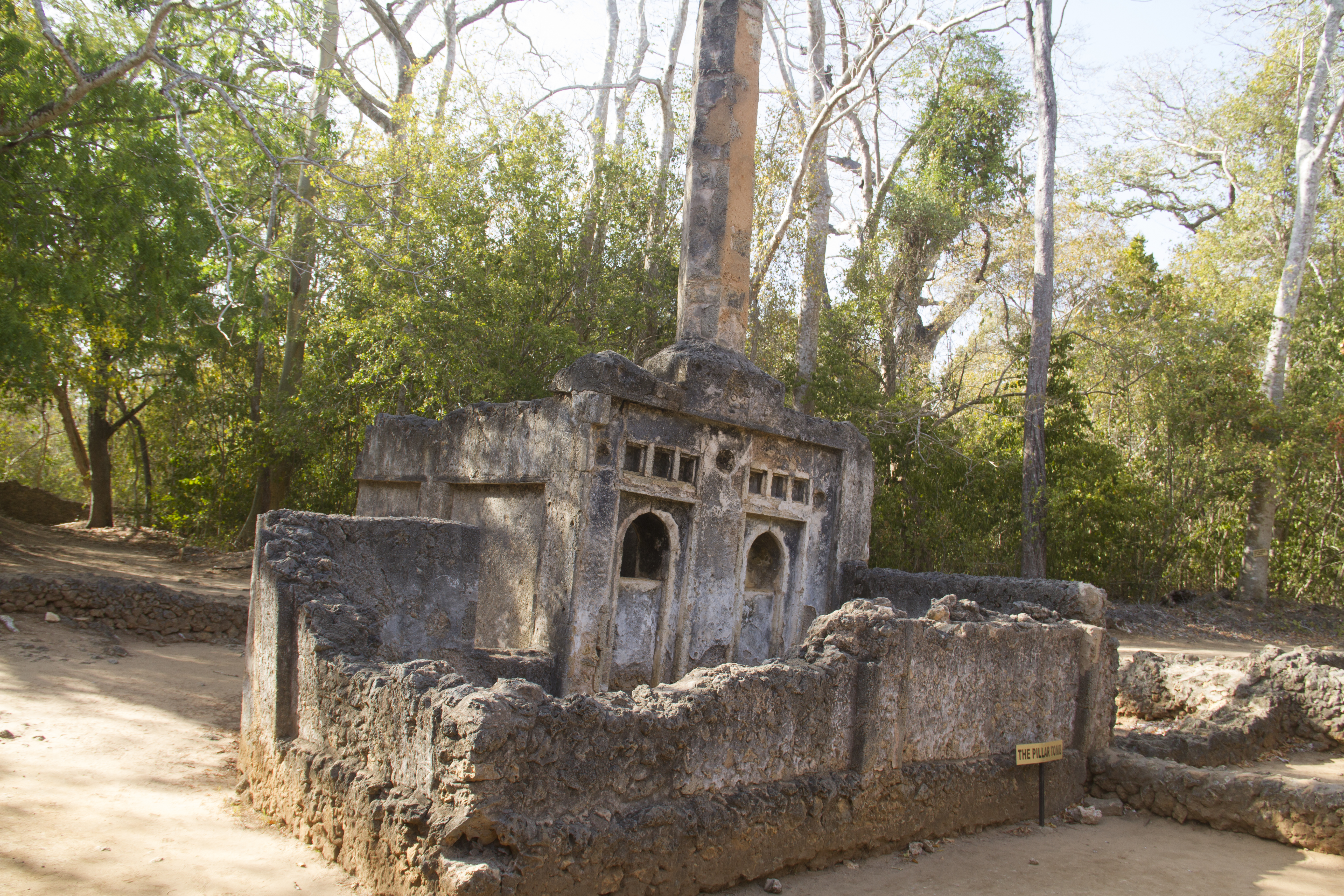
Руины Геде, колонна на могиле
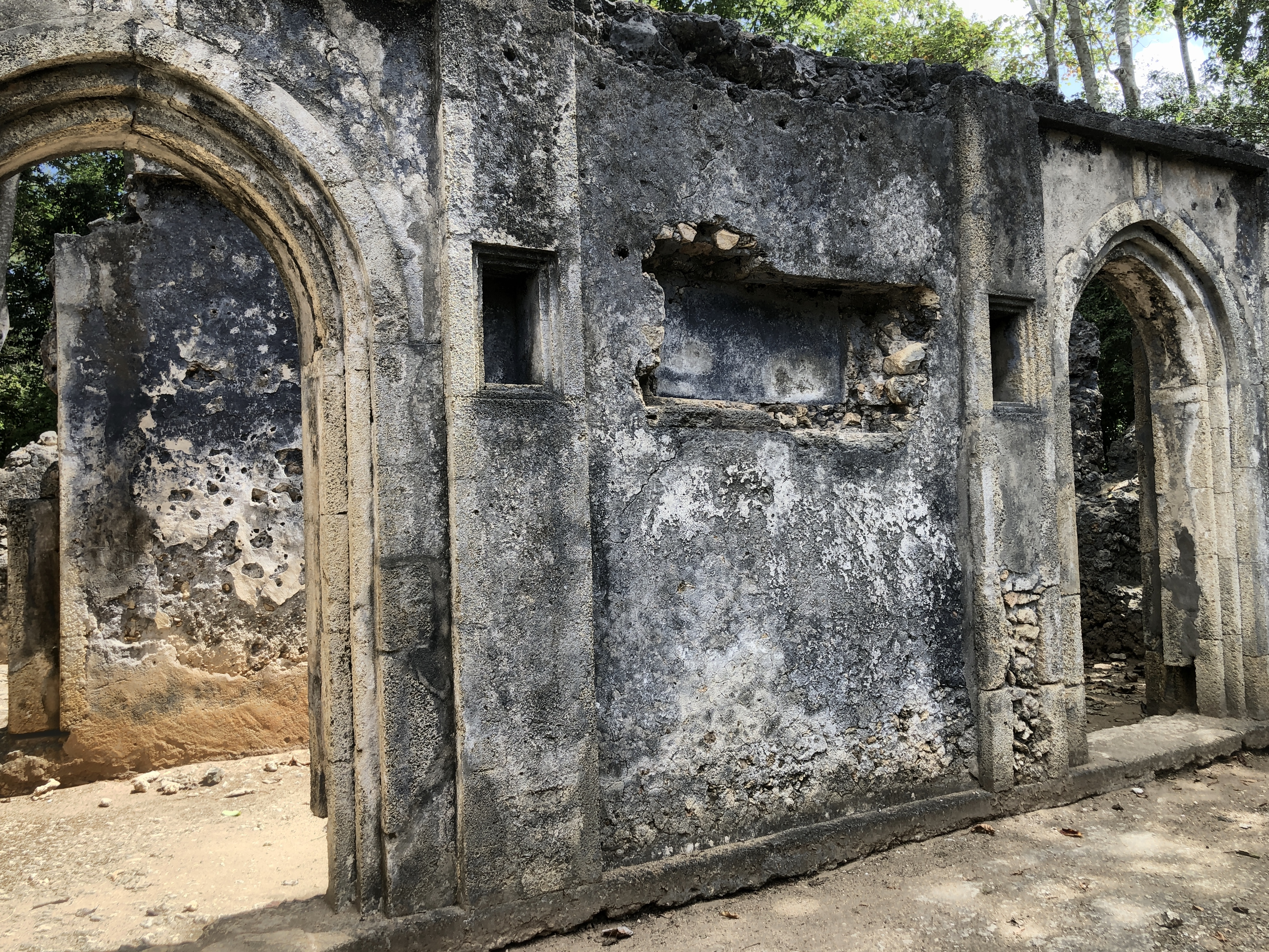
Руины Геде
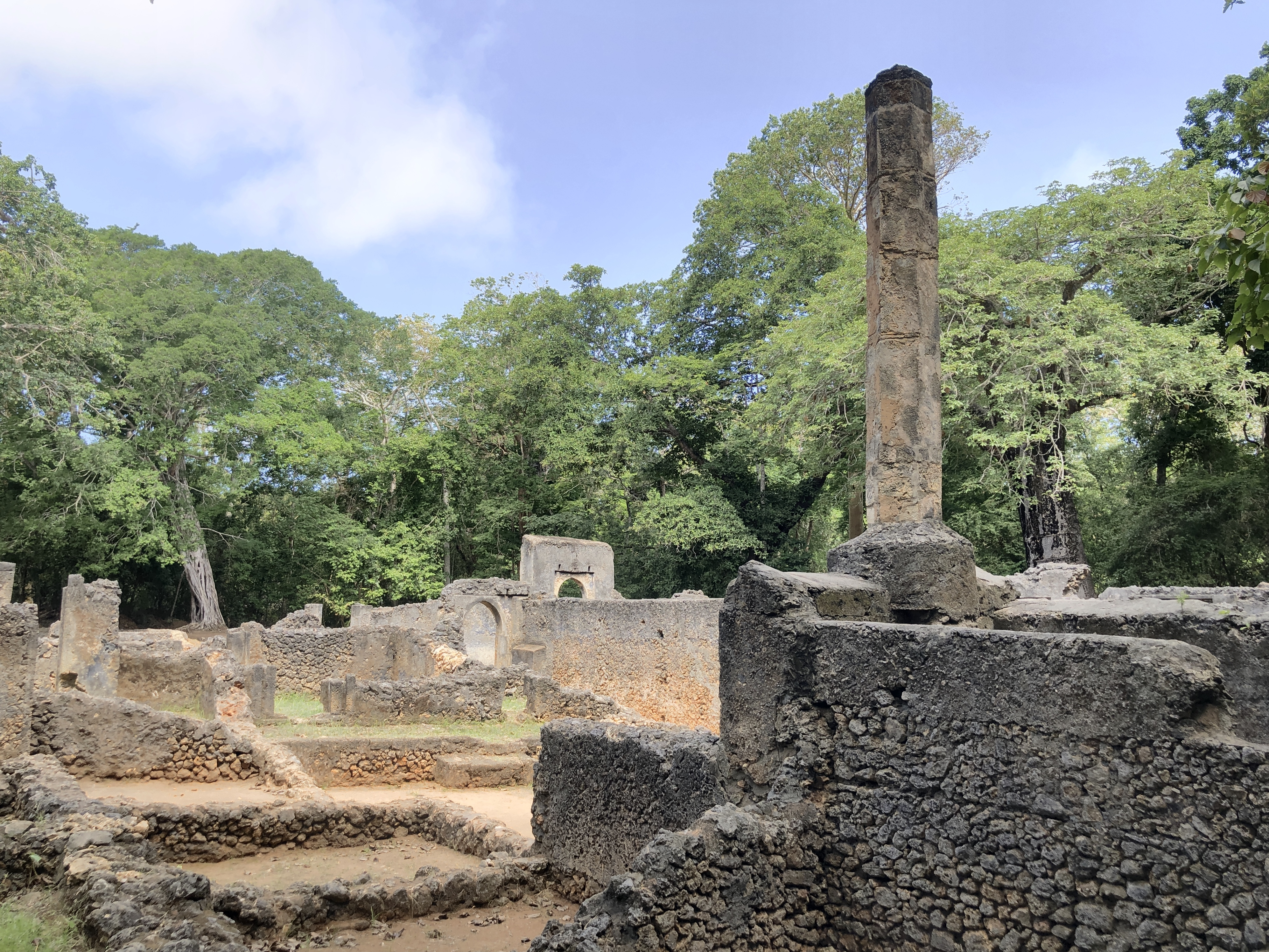
Руины Геде
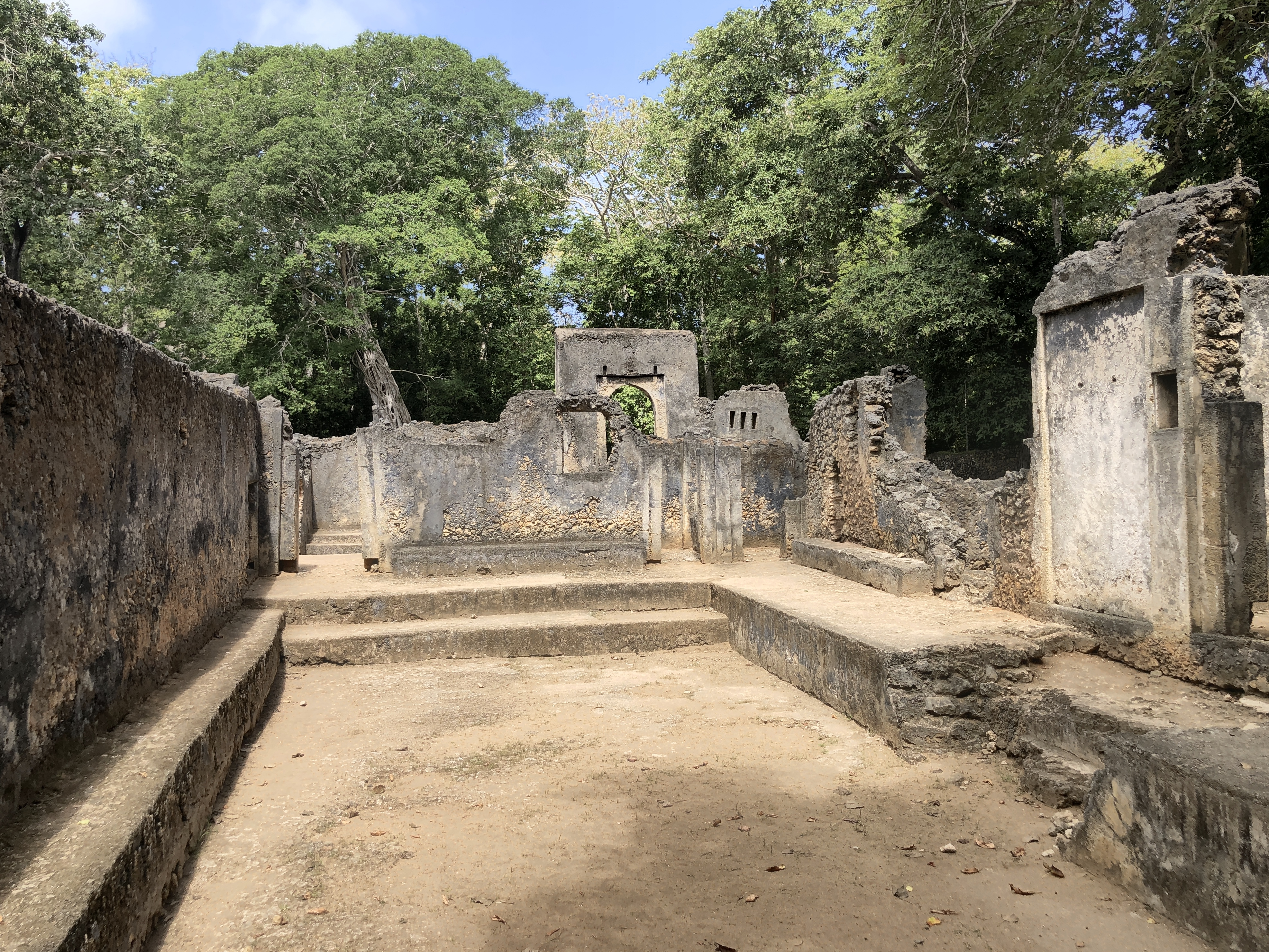
Руины Геде

## 3D-модель
Большая часть руин Геде была задокументирована в 2010 году. 3D-модель можно посмотреть здесь.

## В массовой культуре
Финальная сцена художественного фильма 1992 года “Nel continente nero” («На чёрном континенте») режиссёра Марко Ризи (Marco Rizi) происходит и снималась среди руин Геде.
Руины Геде описаны и неоднократно упоминаются в романе Андрея Гусева «Наш жёсткий секс в Малинди».